# Église Saint-Charles de Limoilou
Pour les articles homonymes, voir Église Saint-Charles.
L'église Saint-Charles-de-Limoilou est une église située dans le quartier du Vieux-Limoilou, dans l'arrondissement de La Cité-Limoilou, à Québec.

## Situation géographique
L'église est située au 500, 8e avenue et fait face à la 5e rue. Elle pouvait accueillir à l'origine jusqu'à 2 000 fidèles.

## Préambule: églises précédentes
En 1896, Limoilou dépend de la paroisse de Saint-Roch. Ses paroissiens demandent à l'archidiocèse de Québec la création d'une nouvelle paroisse en raison de la distance à parcourir. Une première mission nommée Saint-Charles, placée sous l'autorité de l'archidiocèse, ouvre ses portes à l'étage de l'ancienne corderie Brown. Les sœurs de l'Hôtel-Dieu de Québec offre ensuite un terrain de cinq arpents pour la construction d'une église. Bâtie selon les plans de David Ouellet en granite de Rivière-à-Pierre, cette première église est ouverte le 14 novembre 1897. Elle est rasée par le feu le 3 décembre 1899. David Ouellet planifie la reconstruction de l'église sur les mêmes murs et les mêmes plans. La principale différence architecturale réside dans le clocher qui est plus élégant et élancé. Le deuxième bâtiment ouvre ses portes en décembre 1901. Le 25 mai 1902, les capucins prennent en charge la nouvelle paroisse et mène les travaux de parachèvement de l'église. Elle est la proie des flammes le 24 novembre 1916.

## Historique de l'église actuelle

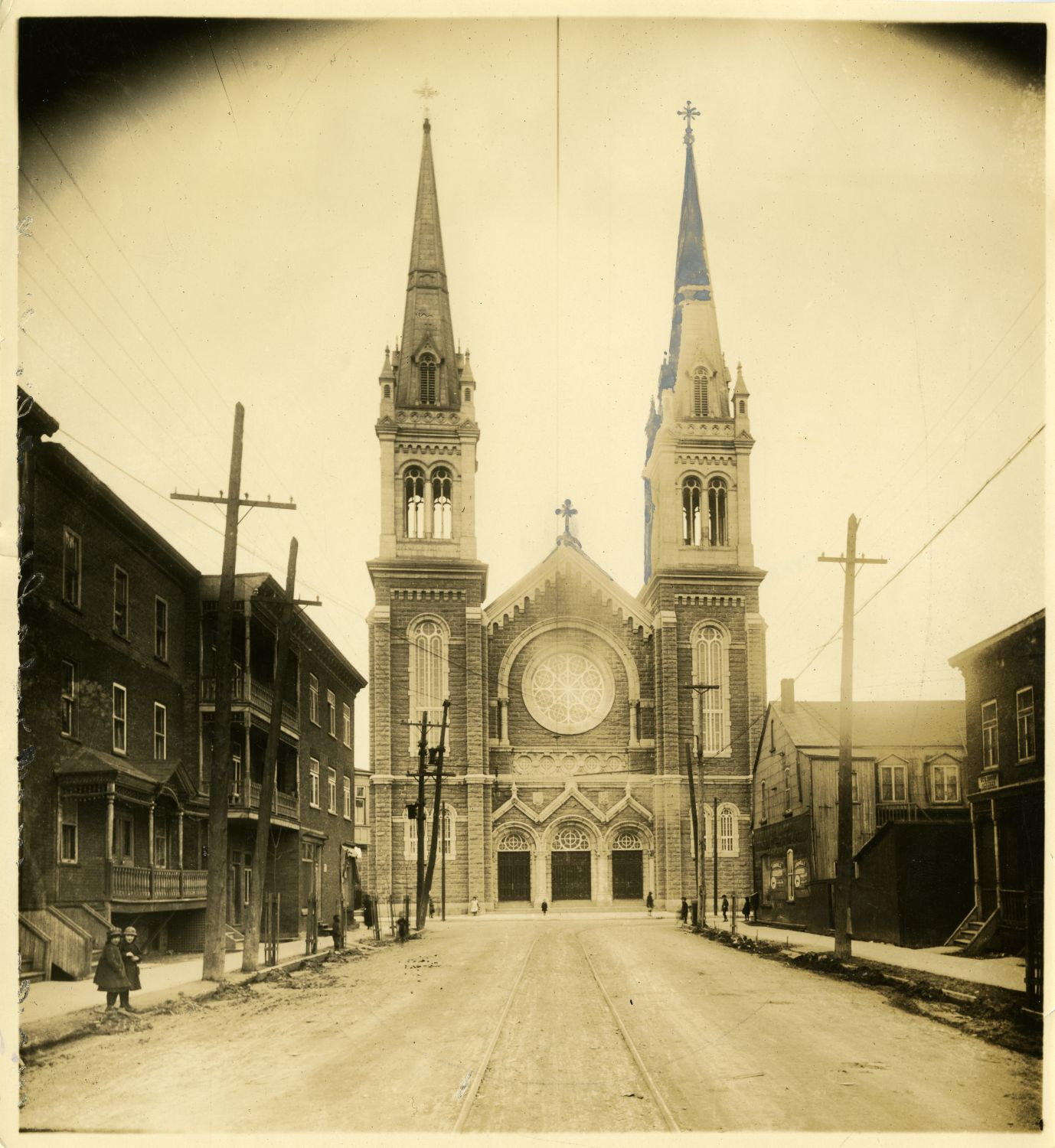
L'église au début du XXe siècle.

### Édifice duXXesiècle
L'église actuelle est largement financée par les paroissiens. Elle est inaugurée le 25 avril 1920 par Paul-Eugène Roy, archevêque de Québec, après deux ans de travaux. Elle est l’œuvre des architectes Joseph-Pierre Ouellet et Pierre Lévesque. Des rénovations majeures s'y déroulent en 1945. Du 19 au 26 mai 1946, la paroisse Saint-Charles-de-Limoilou fête son cinquantenaire avec des processions et des adorations. Le jour de la visite du cardinal Jean-Marie-Rodrigue Villeneuve, la messe est retransmise via haut-parleurs dans les rues de Limoilou, où les magasins doivent donner congé à leurs employés.
Un baptistère est dessiné par l'architecte limoulois A.-Henri Tremblay. Les plans de ce dernier sont diffusés dans une exposition internationale sur l'art religieux tenue à Rome en 1950 ainsi que dans les locaux de l'UNESCO à Paris.
Le bâtiment est pris en charge par une fabrique paroissiale en 1982.

### Désacralisation
Elle est fermée au culte à l'été 2012. Le coût de son entretien est estimé entre 80 000 $ et 100 000 $ par année. En 2014, l'orgue Casavant est vendu cette même année à des clients norvégiens afin d'utiliser ses pièces dans la restauration d'un autre orgue.  
En décembre 2020, une entreprise de production de spectacles de cirque, Machine de Cirque, emménage dans l'église en souhaitant en devenir éventuellement propriétaire. En août 2021, l'église reçoit du gouvernement québécois et de la Ville un montant de 2 325 474 $ pour la restauration ferblanterie des clochers, la maçonnerie et les ouvertures de la façade. 
En juin 2025, l'équilibriste Guillaume Fontaine bat le record du monde du temps passé en équilibre sur les mains sur une sangle entre les deux clochers de l'église. 

## Description
D'inspiration néo-médiévale, son architecture extérieure s'inspire de l'église Saint-Roch tandis que son architecture intérieure présente des similarités avec l'église Saint-Jean-Baptiste. La nef s'inspire de l'architecture romane du sud de la France. Sa façade agrémentée d'une rosace et ceinte par deux tours surmontées d'une chambre des cloches et d'une haute flèche.
Le maître-autel, la chaire et la balustrade, faits en marbre et en scagliola, sont l’œuvre de la firme Daprato de Chicago.  La statue de Notre-Dame-des-Anges, livrée en 1929, provient de T. Carli-Petrucci Limitée. Les autels latéraux sont réalisés par les ateliers Monna et Cie de Toulouse. Le décor peint est réalisé selon les plans de Guido Nincheri. La cinquantaine de vitraux provient de Fisher et Leonard.

## Galerie

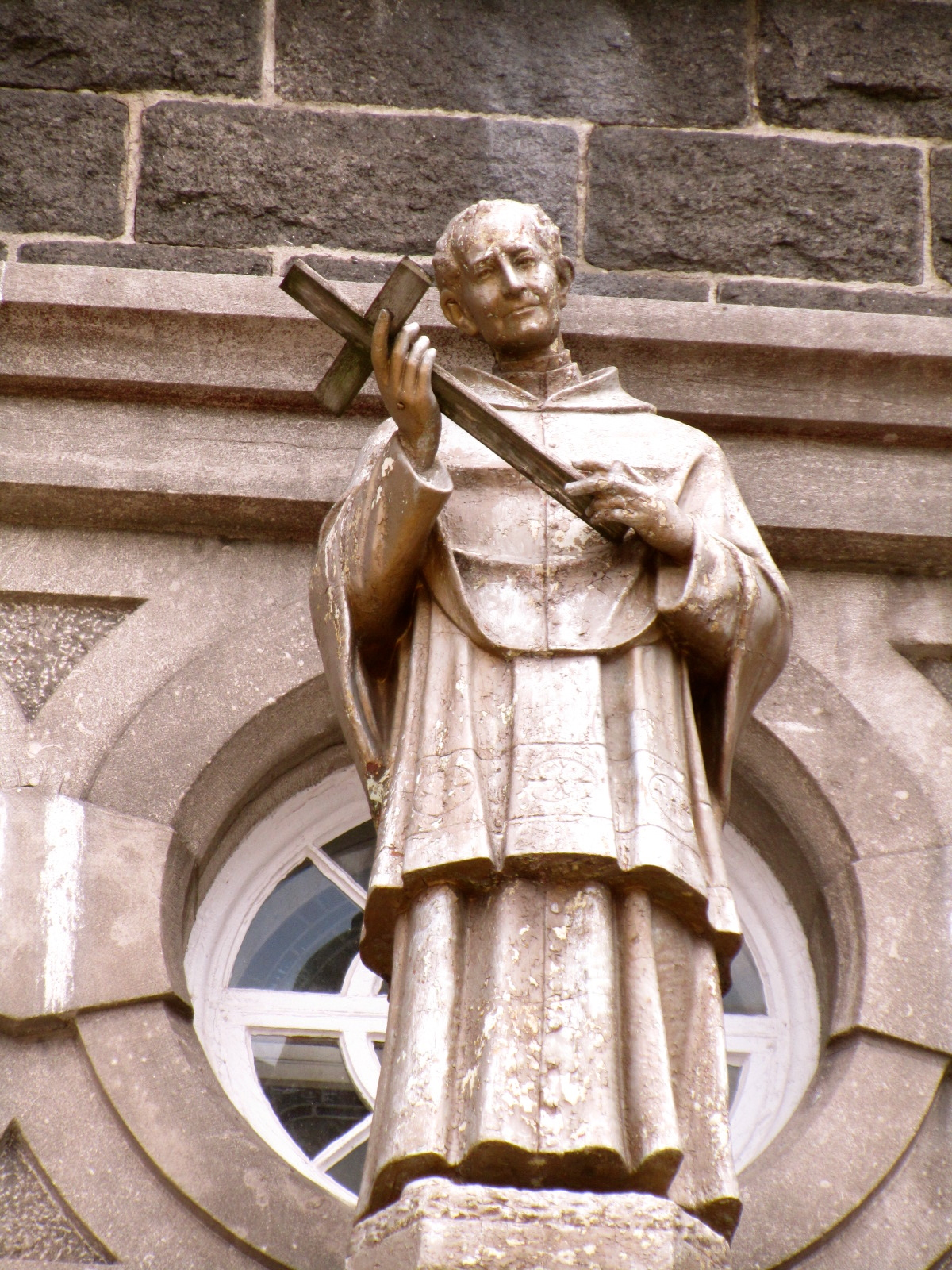
Statue en façade (démantelée)
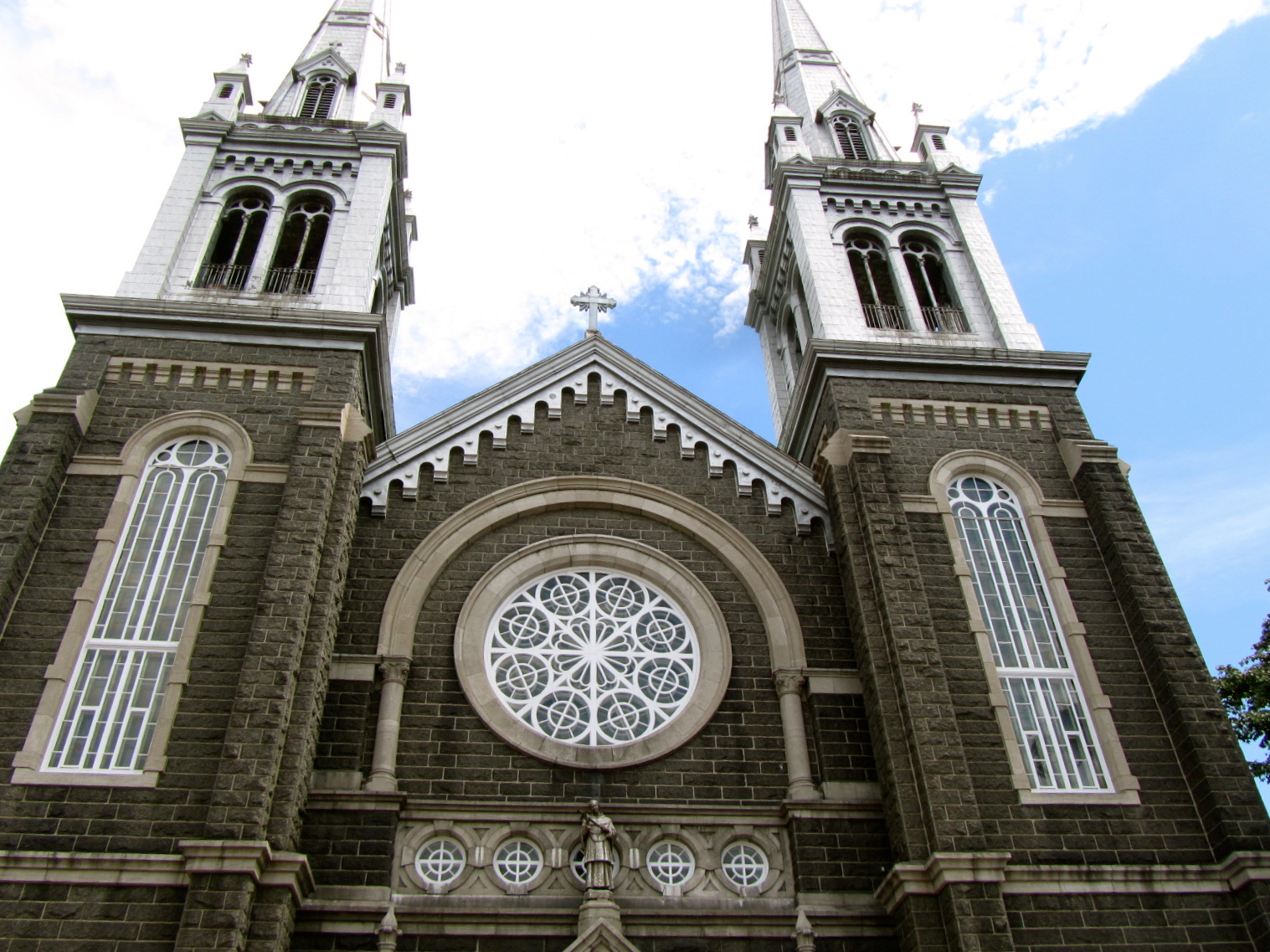
La façade
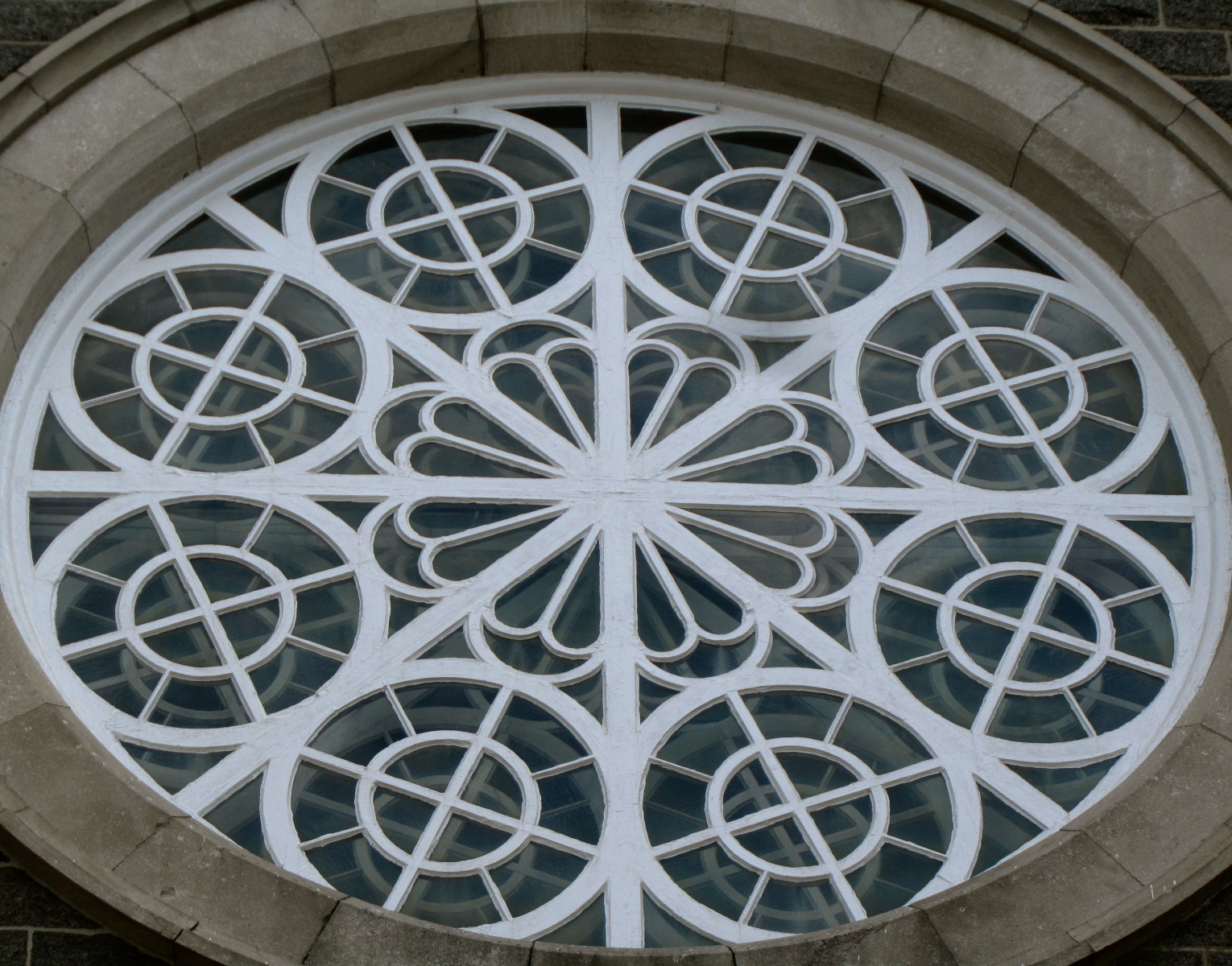
La rosace
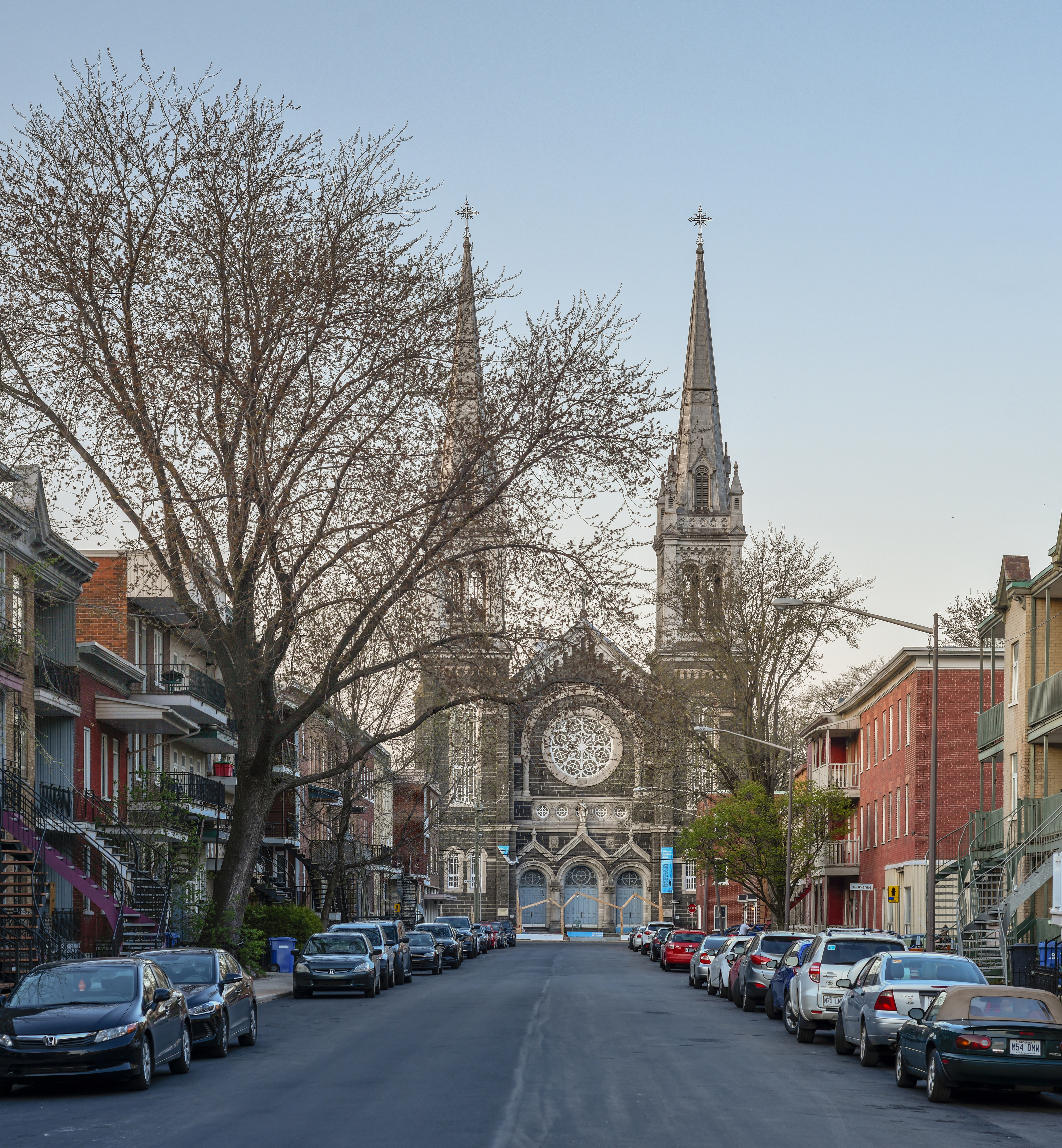
Vue depuis la 5e rue